# Ndouty Ndoye
Ndouty Ndoye (Thiès, 30 gennaio 1966) è un'ex cestista senegalese.

## Carriera
Con il Senegal ha partecipato ai Campionati mondiali del 1990.